# Wildalpe
Die Wildalpe ist ein 1523 m ü. A. hoher Berg im steirischen Teil der Mürzsteger Alpen. 
Sie ist Teil des Alpenhauptkamms, der sich nach Norden über den Lahnsattel (1015 m) zum Göller (1766 m) sowie nach Westen über den Freinsattel (1106 m) zur Hohen Student (1539 m) fortsetzt.  
Talorte sind Frein im südlichen gelegenen obersten Mürztal sowie Terz im nördlich gelegenen Salzatal. 
Am östlichen Ende des sanften, langgezogenen und unbewaldeten Wildalpenkamms befindet sich die weitläufige Sulzrieglalm (um 1150 m). In Gipfelnähe findet sich zudem eine Sendeanlage. 
Auf die Wildalpe führen keine markierten Wege, dennoch wird der Gipfel auf Grund seiner weiten Aussicht sowie seiner lawinensicheren Abfahrten insbesondere im Winter häufig bestiegen. Der kürzeste Zustieg erfolgt vom Lahnsattel über die Sulzrieglalm.